# Cornish (Oklahoma)
Cornish é uma cidade  localizada no estado norte-americano de Oklahoma, no Condado de Jefferson.

## Demografia
Segundo o censo norte-americano de 2000, a sua população era de 172 habitantes.
Em 2006, foi estimada uma população de 164, um decréscimo de 8 (-4.7%).

## Geografia
De acordo com o United States Census Bureau tem uma área de
1,5 km², dos quais 1,5 km² cobertos por terra e 0,0 km² cobertos por água.

## Localidades na vizinhança
O diagrama seguinte representa as localidades num raio de 32 km ao redor de Cornish.